# Козловські

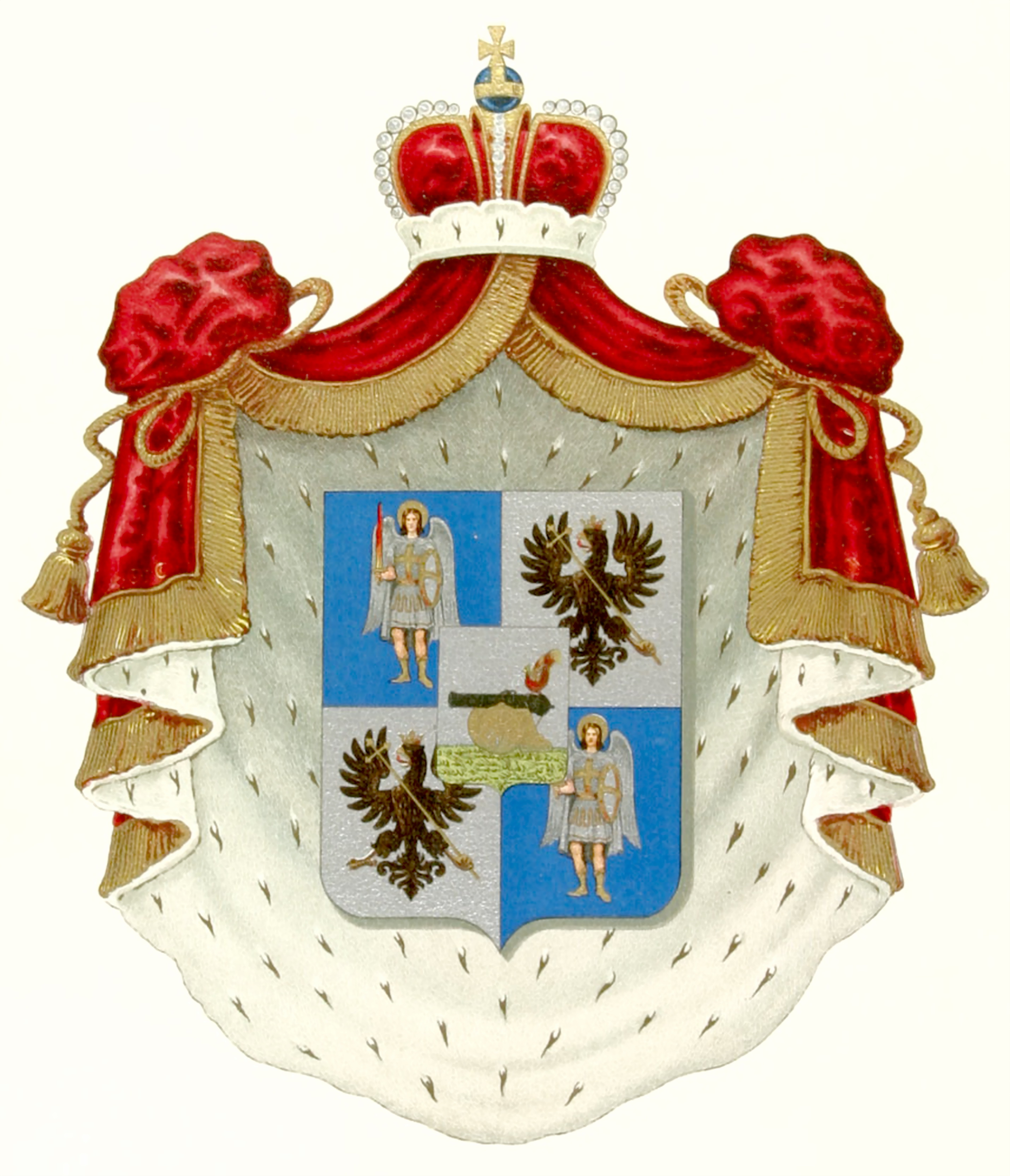
Родовий герб князів Козловських

Козловські — княжий рід, який є гілкою династії Рюриковичів.

## Історія
Найближчим родоначальником був нащадок Рюрика в XV коліні князь Василь Федорович Фомінський, що прийняв від володіння Козловською волостю у Вязьмі прізвище Козловський. Його внуки князі Роман і Лев Івановічі були в кінці XV століття в підданстві Литви, а на початку XVI століття князі Козловські вже були підданими великих князів московських.
З родиною князя Івана Козловського пов'язаний цілий блок у Києво-Печерському пом'янику. Козловське князівство було одним з уділів Березуйсько-Фомінського князівства, утвореного внаслідок поділу Великого Смоленського князівства. Першим князем Козловським був Василь Федорович, старший син Федора Меншого Костянтиновича (березуйського князя). Син Василя Федоровича, князь Козловський Іван Васильович, мав двох синів Романа та Лева. У Романа було двоє синів Іван та Федір, у Лева теж двоє синів — Юрій та Семен, їх діяльність припадає на кінець XV — першу чверть XVI ст. Отже, до Києво-Печерського пом'яника була записана родина Івана Романовича Козловського, який був васалом князів Глинських.
Дворянський рід Козловських мав свій герб.
Прізвище Козловський є досить поширеним в областях України, Польщі, Білорусі та країн ближнього зарубіжжя. У посиланнях на давні записи громадяни з цим прізвищем були знатними людьми, які мали поважну державну привілею. Історичні згадки прізвища можна почерпнути в переліку перепису Всієї Русі в епоху царювання Івана Грозного. У государя існував певний список шанованих і кращих прізвищ, які давалися близьким тільки в разі особливих заслуг або нагороди. Тим самим справжнє прізвище донесло власне первісне позначення і є винятковим.